# Павло Римлянин
Павло́ Ри́млянин (італ. Paolo Dominici Romanus; ?, Рим, Папська область — 1618, Львів, Річ Посполита) — архітектор доби відродження італійського походження. Переважно працював у Львові.

## Біографія
Народився у Римі. Дата народження не відома. Згідно з листом, датованим у Римі 20 січня 1586 року, Павло Римлянин був законним сином Домініка і Домініки громадян римських. 1585 року прийняв міське право у Львові (поручителі — Павло Щасливий, Петро Зичливий). Був одружений з Єлизаветою — донькою львівського архітектора Войцеха Капіноса. Архітектор не мав дітей. Усе майно заповів дружині і кільком львівським монастирям. Вдова Павла Римлянина вийшла заміж вдруге за цехового будівничого Лаврентія Коханка.
Існує вкрай мало документів, що містять відомості про діяльність Павла Римлянина. Одним з найцінніших є його заповіт, що зберігся у Центральному державному історичному архіві у Львові (актова книга ради міста за 1618 рік). У заповіті архітектор особисто перелічує незавершені ним будівлі і договори на будівництво, чинні на момент складання документу. Днем смерті архітектора Володимир Вуйцик вважає 18 січня, коли заповіт був внесений до актової книги. Із тексту зрозуміло, що це вже другий такого роду документ. Однак перший заповіт дослідниками не віднайдено. Збігнев Горнунг твердив, що серед претендентів на спадок (лат. iure caduko) серед кількох осіб був королівський архітектор Маттео Кастеллі.
Іменем архітектора 1992 року названо вулицю у Львові, що є бічною від Пекарської і прямує до колишнього монастиря кларисок, храм якого збудований за проєктом Павла Римлянина. Неподалік в свій час знаходився його будинок — так звана Ґілічівська кам'яниця, куплена у Христофора Ґіліцького у 1614 році. Посілість межувала із наділами монастиря, котрому згодом Павло Римлянин заповів її. Відомо також про ще один будинок, що належав архітекторові, місцезнаходження якого не встановлено.

## Діяльність
Вперше згадується в цехових книгах Львова 1585 року. У 1585–1616 роках був членом цеху будівничих у Львові. 1589 обрано молодшим цеховим майстром, 1595 — став ним вдруге. 1612 року обраний старшим цеховим майстром і був ним до 1616 року. Цеховий статут дозволяв будівничим мати учнів, у кількості одночасно не більше двох. Відомі імена трьох учнів Павла Римлянина: Андрій Сиховчик і Яків Радлович (прийняті 1585 року), Андрій Скоробогатий (1587 року). Творінням Павла Римлянина притаманні риси італійського Відродження в поєднанні з місцевими традиціями. Був прихильником чистих ренесансних форм в доричних пропорціях, на противагу досить ремісницькому рівневі тодішніх львівських цехових будівничих, що більше тяжіли до рясного маньєристичного декорування.

### Відомості про ранні роботи
- На початках співпрацював із львівським будівничим, італійцем Петром Барбоном і на думку Володимира Вуйцика був його учнем. Відомо про заповіт Петра Барбона (?—1588), в котрому той доручає Римлянину добудувати колодязь на пл. Ринок. Колодязь Вуйцик ідентифікує як такий, що був пізніше відомий під назвою «Мелюзина» і знаходився напроти будинку № 9. «Мелюзина» проіснувала до кінця XVIII ст. і згадується у хроніці Дениса Зубрицького (1844)[6].
- Брав участь у спорудженні Вежі Корнякта у Львові, як помічник Петра Барбона[7].
- Портал-паперть львівської вірменської церкви. Споруджений спільно з Петром Барбоном[8].

### Успенська церква
2 березня 1591 року склав угоду з Львівським братством і став головним будівничим Успенської церкви. Згідно з контрактом окрім будівництва, зобов'язувався постачати камінь з Красова (нині Миколаївський район). З невідомих причин полишає будівництво 1598 року, залишивши справу на свого тестя Войцеха Капіноса (від 1897 року також працював при будівництві) і Амвросія Прихильного (угода з братством 1598 року). Сучасні дослідники припускають, що церква у нинішньому вигляді відображає задум Павла Римлянина, а подальші будівничі значною мірою дотримувались первісного проєкту, при завершенні будівництва. Причиною відходу архітектора від справ могло бути зосередження на будівництві якоїсь наступної споруди, оскільки цеховим майстрам заборонялось вести дві або більше будов одночасно. Існує однак припущення, що причиною розриву з братством було дотримання Римлянином традиційної італійської схеми однокупольної базиліки. Нові ж архітектори дозволили здійснити задум братчиків: поєднанати західний базиліковий план із традиціями українських трибанних церков.

### Костел бернардинського монастиря
Архітектор був головним будівничим костелу бернардинів. Проєкт ймовірно розроблений Римлянином за участі ченця-бернардинця Бернарда Авелідеса. Будівництво почато 1600 року, однак Павло Римлянин 1613 року відійшов від справ бернардинського костелу і роботу до 1617 року провадив Амвросій Прихильний, а пізніше — Андреас Бемер. Із певністю Римлянинові приписують перший і другий яруси з доричним членуванням фасадів. Гранчаста вежа і фронтони із мотивами нідерландського маньєризму створені наступниками (ймовірно Бемером).

### Інші роботи
- Провадив будівельні роботи у львівському монастирі бенедиктинок. Нині достеменно невідомо, які саме. Монастир пережив велику пожежу Краківського передмістя 1623 року, після якої очевидно був перебудований. Однозначно пізнішою є вежа монастиря із маньєристичним завершенням, збудована після смерті архітектора. Сліди діяльності Римлянина вбачають у монастирському будинку, приписуючи йому оригінальне вирішення склепінь першого поверху, опертих на єдиний стовп.

- Костел сестер кларисок (нині музей Пінзеля), зведений 1607 року за проєктом Павла Римлянина. Провізором (керівником) будівництва був Бернард Авелідес.[12] Авторство Римлянина документально не підтверджене і виводиться із часу побудови і характерної творчої манери будівничого.

- Каплиця Кампіанів, біля північної нави Латинського катедрального собору, будувалась на замовлення Павла Кампіана. Протягом майже 30 років над каплицею в різний час працювали скульптор і будівничий Генріх Горст, скульптор Йоган Пфістер, будівничий Андреас Бемер. Павло Римлянин ймовірно є автором оздоблення фасаду одноярусним доричним ордерним каркасом із рустованим цоколем. Пізніше встановлення рельєфних композицій очевидно належить вищезгаданим скульпторам, оскільки порушило класичні пропорції доричного членування фасаду.[13]

- Провадив будівельні роботи у Львівському монастирі францисканців, котрий до наших часів не зберігся. Про це згадує у другому заповіті.

- Павло Римлянин займався також будівництвом житлових об'єктів. Достеменно відомо про участь у будівництві кам'яниці № 14 на площі Ринок. У заповіті згадується про незавершену реконструкцію у міщанина Тороса Лисковича на вулиці Вірменській.[14]

- Займався спорудженням фортифікацій львівського передмістя. Разом із Войцехом Капіносом молодшим і Амвросієм Прихильним входив до складу комісії, створеної 1614 року, що займалась проєктуванням укріплень. Проєкт виявився значно менш коштовним, ніж у приїжджих архітекторів, запрошених міським магістратом, однак все одно не був реалізований[15].

- Є припущення про участь будівничого у спорудженні нового мурованого замку на місці дерев'яного, а також костелу домініканців у Єзуполі (тепер Івано-Франківська область; замовник Якуб Потоцький[4]). Збереглись згадки про виїзди Римлянина «на роботу» до Єзуполя у 1598 і 1617 роках. Немає документальних підтверджень про існування угод на будівництво, але дослідники припускають, що ситуація була подібна до журівської — угода існувала, однак Римлянин не встиг завершити будівництво, оскільки помер 1618 року, а костел завершено у 1651-му. Відповідно завершував ймовірно його напарник — Войцех Капінос молодший. 1676 року костел було сильно понищено, а 1775-го розібрано. Не віднайдено іконографічних даних, через що неможливо провести порівняльний аналіз відносно достеменно відомих споруд Римлянина і уточнити питання авторства.[16]

- Окрім Львова Римлянин займався будівництвом в інших містах, зокрема в Жовкві. У заповіті згадує про договір на будівництво костелу в Журові (Івано-Франківська область, фундатор — короний підскарбій Микола Данилович). Спорудження завершено через три роки після смерті Римлянина, ймовірно його напарником Войцехом Капіносом молодшим. Щодо авторства проєкту журівського костелу, даних немає. Однак його загальна будова і деталі цілком відповідають творчій манері Римлянина. Храм розібрано близько 1958 року.[17]

## Мистецька проблематика творчості

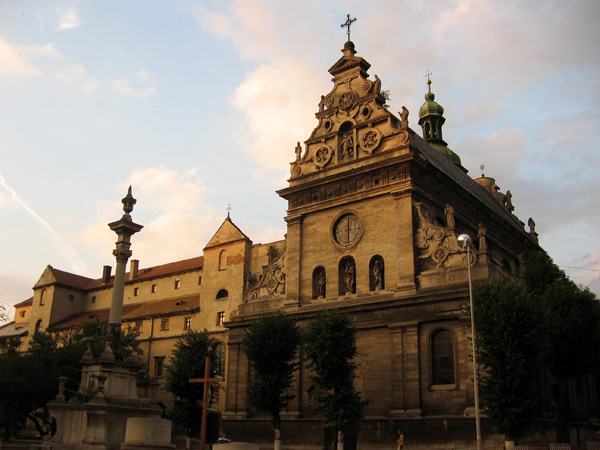
Костел бернардинів у Львові (1600–1630)

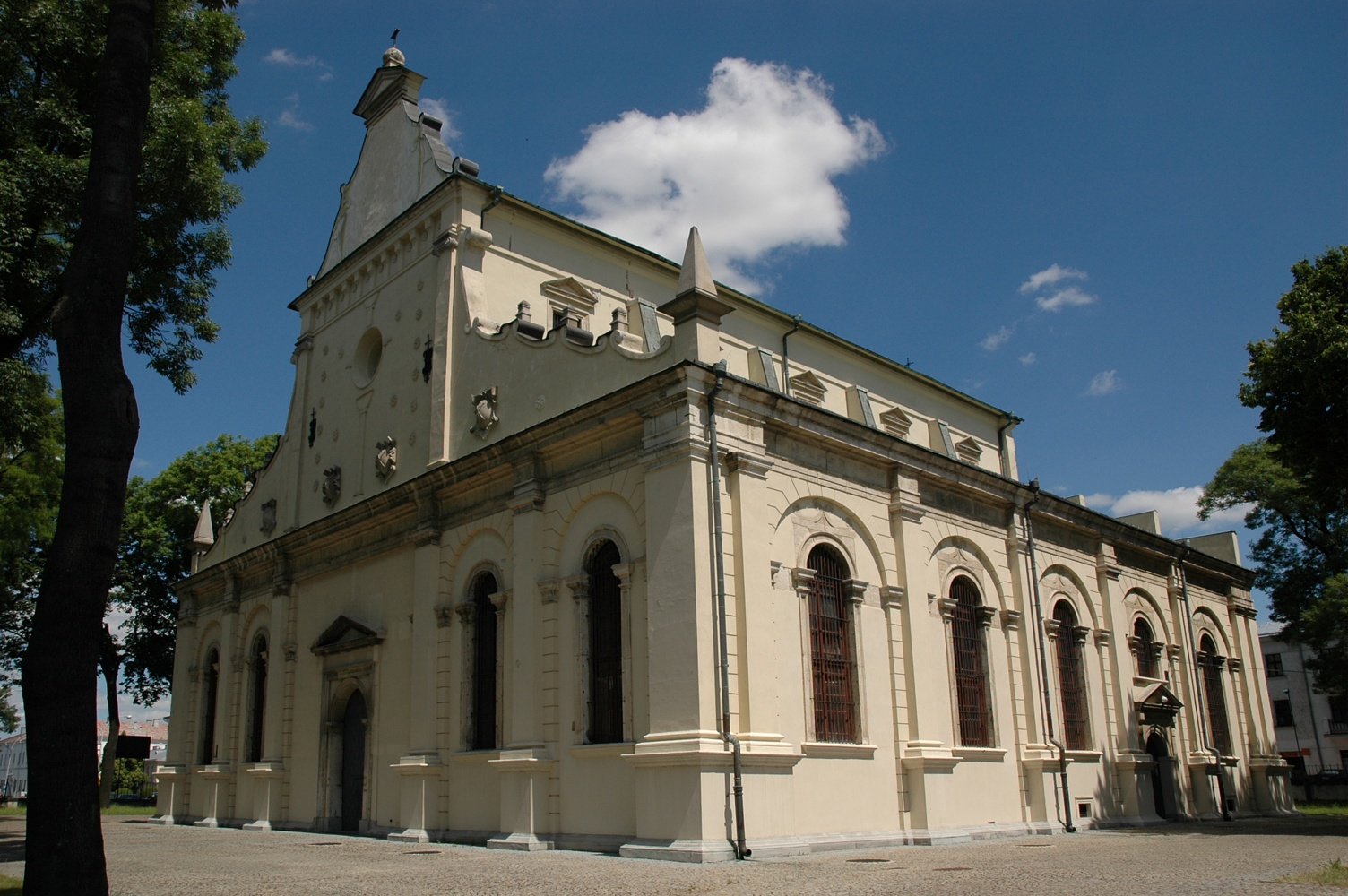
Катедральний собор Замостя (1587–1598)

Обмежена кількість джерел робить проблематичним відтворення повної картини творчості архітектора, призводить до великої кількості припущень. Попри це, навіть дуже фрагментарні дані, котрими нині володіють дослідники, дозволяють говорити про Павла Римлянина, як архітектора на порядок вищого від загального ремісницького рівня тодішніх львівських будівничих.
Аналіз документальних свідчень про Павла Римлянина у ряді публікацій проводив львівський реставратор Володимир Вуйцик. Детальний розбір творчості архітектора робив львівський мистецтвознавець Володимир Овсійчук у своїй книжці «Українське мистецтво другої половини XVI — першої половини XVII ст.» (1985). Як і Володимир Вуйцик, Овсійчук припускає, що задовго до отримання міського права (у 1585 році), Павло Римлянин працював як учень і помічник Петра Барбона ще при спорудженні Вежі Корнякта у Львові. Високо оцінюючи діяльність Барбона, він бачить у Римлянинові достойного наступника. Найвищим досягненням зодчого він вважає саме Успенську церкву, котра на його думку є визначним синтезом ренесансних і українських будівельних традицій. Усі інші починання Римлянина в більшій чи меншій мірі «розбивались» через нерозуміння глибинної філософії нового стилю (ренесансу), або через несприйняття цього демократичнішого мистецького напрямку контрреформаційно налаштованим католицьким духовенством, котре як і сам рух контрреформації, в мистецтві тяжіло до архаїзування, припускаючи лише косметичні зміни в дусі нового часу. Подібний підхід породжував унікальну стильову суміш, коли споруда будувалась із одночасним застосуванням прийомів готичних, ренесансних і пізньоренесансних — маньєристичних. У Європі подібний стильовий синтез у одній споруді був можливий лише через багатократні перебудови протягом сотень років, у Львові ж — це відбувалось одночасно. Овсійчук знаходить відгомін готики навіть у гранчастій абсиді і прихованих контрфорсах першого львівського барокового храму — Костелу єзуїтів, що походить з 1610-х років (архітектори Себастьян Ламхіус, Джакомо Бріано).
Показовим для тогочасного Львова виявилась ситуація із костелом монастиря Бернардинів, де більш ремісницький маньєристичний підхід в парі з місцевими, але на той час вже архаїчними традиціями виявився більш затребуваним, що призвело спотворення первинного задуму Павла Римлянина.
Окремим питанням постає джерело інспірацій архітектора. Структура успенської церкви виглядає близькою до поширеної в Італії одноабсидної римської базиліки із лаконічним доричним декором. Початковий задум бернардинського костелу небезпідставно порівнюють із Колегіальним костелом того ж ордену у Замості (завершений 1600 р., нині кафедральний), архітектора Бернардо Морандо. Тісні зв'язки бернардинських капітулів Замостя і Львова дозволяють припускати, що Римлянин мав можливість оглядати храм Замостя на стадії будівництва (жодних документальних підтверджень немає). Існують і радикальні припущення, як наприклад думка Юрія Нельговського, озвучена Володимиром Вуйциком про те, що Бернардо Морандо міг бути автором проєкту Успенської церкви, а Павло Римлянин — лише реалізатор. Це як мінімум не спростовується подібністю деяких споруд обидвох архітекторів, а також фактом двократного перебування Морандо у Львові (причина першого приїзду досі не з'ясована).

## Галерея

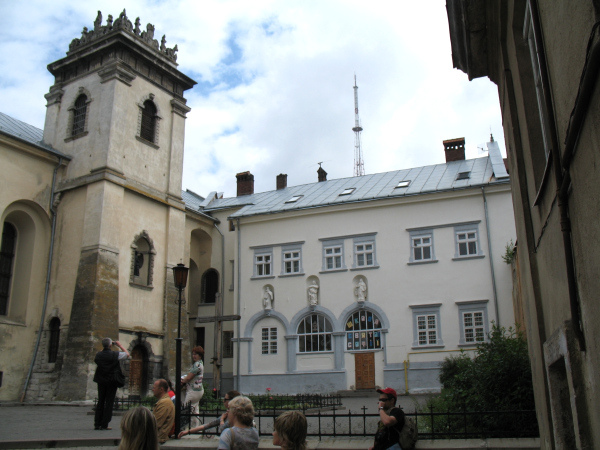
Монастирський будинок бенедиктинського комплексу
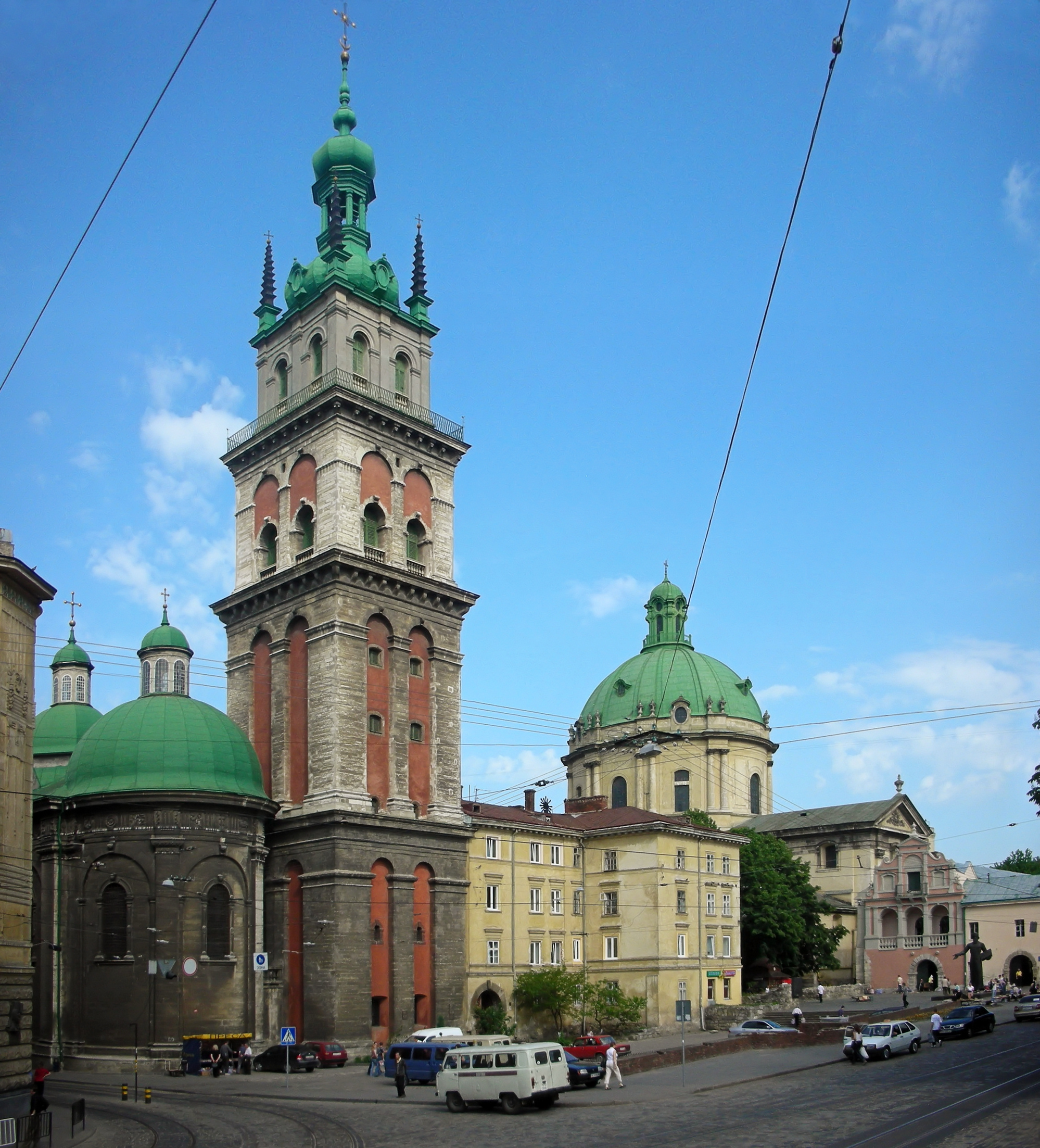
Успенська церква
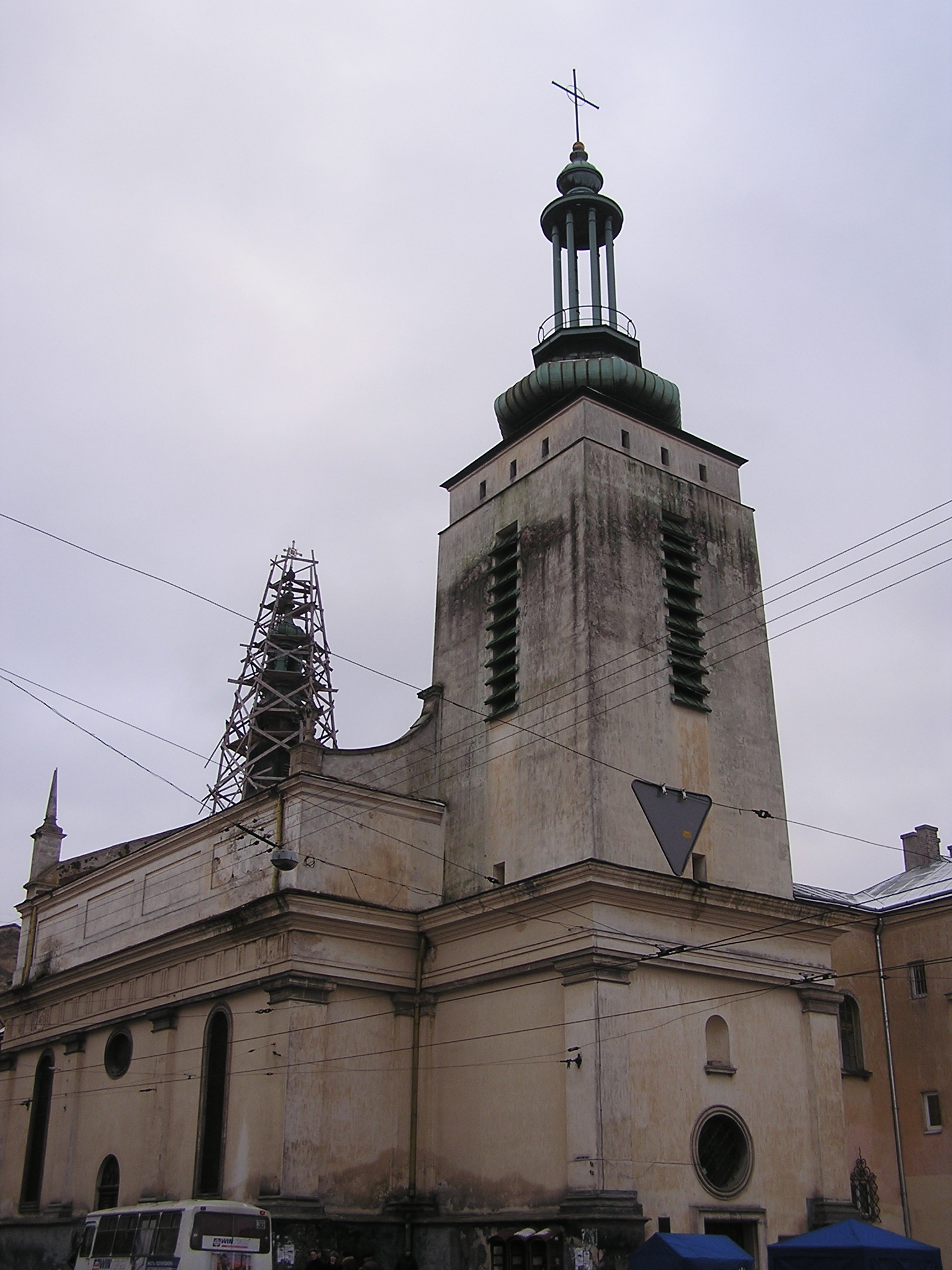
Колишній костел кларисок
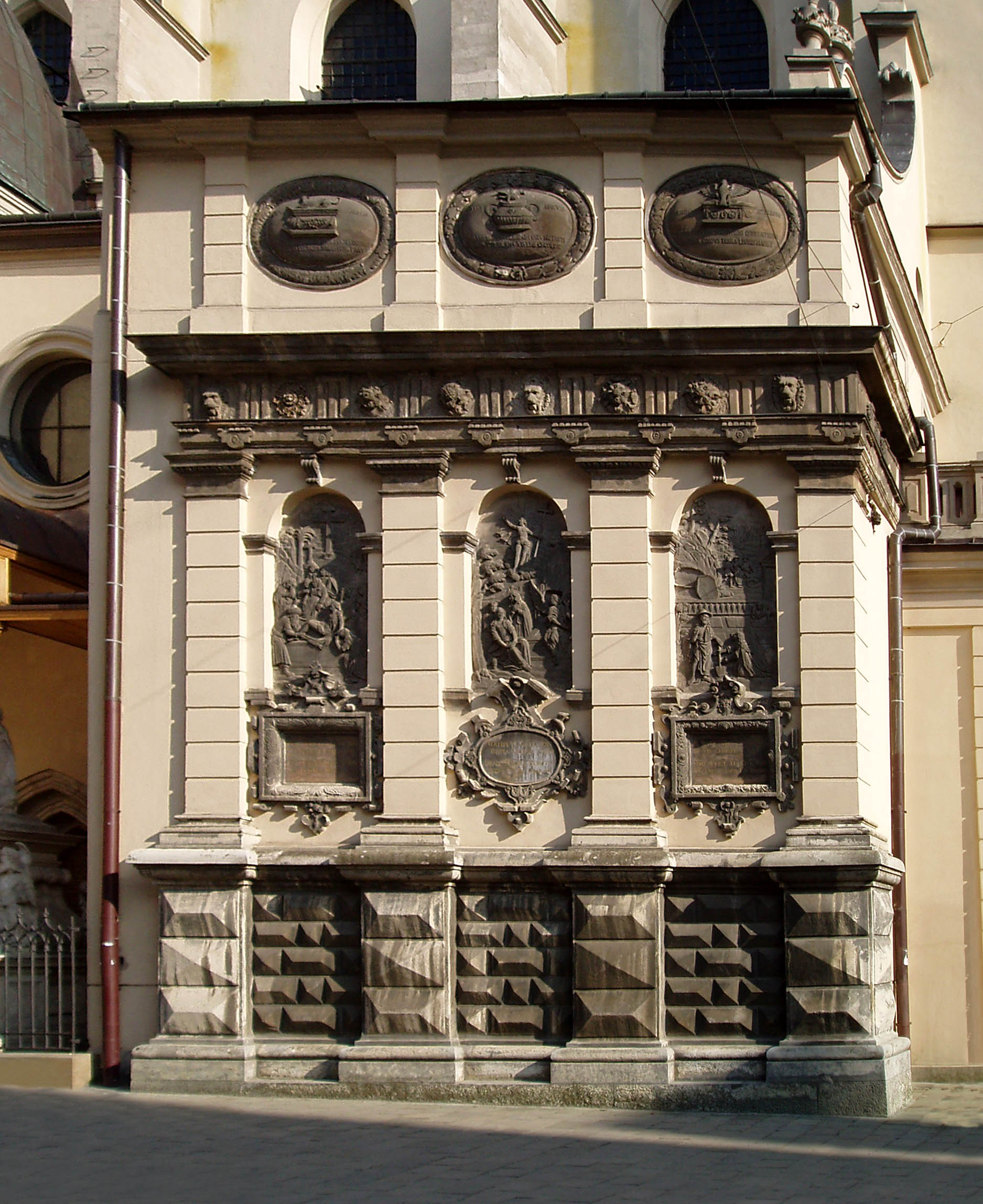
Каплиця Кампіанів